# 다카사토촌
다카사토촌(高郷村)은 후쿠시마현 야마군에 있던 촌이다. 2006년 1월 4일에 다카사토촌 및 기타가타시, 시오카와정, 야마토정, 아쓰시오카노촌 등 5개 시·정·촌이 합병하여 새로운  기타카타시가 신설되고, 합병 특례구 중 하나가 되었기 때문에 보통 지방 공공 단체로서는 폐지되었다.

## 역사
- 1889년 4월 1일 - 정촌제 시행에 의해 야마군의 야마사토촌, 가와누마군의 다카테라촌, 가타카도촌, 다바네마쓰촌, 신고촌, 센사키촌이 성립하였다.
- 1954년 3월 31일 - 다카테라촌, 가타카도촌, 다바네마쓰촌 등 3개 촌이 합병하여 다카테라촌 신설
- 1955년 3월 31일 - 야마군의 야마사토촌, 가와누마군의 다카테라촌, 신고촌, 센사키촌이 합병하여 가와누마군 다카사토촌(高郷村)이 신설되었다. 촌명은 다카테라촌(高寺村)의 高(고),  야마사토촌(山郷村)의 郷(향)을 합쳐서 만듦
- 1960년
  - 8월 1일
    - 다카사토촌이 소속이 가와누마군에서 야마군으로 변경
    - 합병 이전 다카테라촌의 일부 지역이 가와누마군 아이즈반게정으로 편입

  - 10월 20일
    - 합병 이전 다카테라촌의 나머지 지역이 니시아이즈정으로 편입
    - 위 편입에 따라 다카사토촌으로 합병하기 이전 다카테라촌 촌역이었던 곳이 모두 이탈하였으나 정명은 변경하지 않음
- 2006년 1월 4일 - 다카사토촌 및 기타카타시, 시오카와정, 야마토정, 아쓰시오카노촌 등 5개 시·정·촌이 합병하여 기타카타시가 신설되고, 다카사토촌 등은 폐지

## 교통

### 철도
- 동일본 여객철도 반에쓰사이선